# Вуглевич Андрій Ярославович
Андрій Ярославович Вуглевич (1998-2024) — український військовослужбовець, учасник російсько-української війни.

## Нагороди
- Орден Богдана Хмельницького III ступеня[1].